# Liste des évêques de Sangmélima
Liste des évêques de Sangmélima
Le diocèse de Sangmélima (Dioecesis Sangmelimaensis) au Cameroun est créé le 18 janvier 1963 par détachement du diocèse de Douala.

## Sont évêques
- 18 janvier 1963-16 mai 1983 : Pierre-Célestin Nkou
- 22 juillet 1983-20 mai 1991 : Jean-Baptiste Ama, devient évêque d'Ebolowa-Kribi.
- 23 janvier 1992-4 décembre 2008 : Raphaël Marie Ze
- depuis le 4 décembre 2008 : Christophe Zoa

## Sources
- Diocèse de Sangmélima sur catholic-hierarchy.org